# Aegolytoceras
Aegolytoceras – rodzaj amonitów.
Żył w okresie jury (pliensbach).